# Daewoo Tacuma
Daewoo Tacuma este un monovolum compact fabricat de producătorul sud-coreean de automobile Daewoo între anii 2001 și 2008. În Asia și în unele țări din Europa s-a numit Daewoo Rezzo, iar din 2005 a fost comercializat sub marca Chevrolet. În Australia, Africa de Sud și America de Sud a fost vândut sub numele de Chevrolet Vivant.

## Istoric
Designul a fost creat de celebrul italian Pininfarina împreună cu echipele Ital Design și Design Forum a celor de la Daewoo. Platforma tehnică (botezată V100) a fost preluată de la automobilul compact Daewoo Nubira (J100). În anul 2004 modelul a avut parte de o mică restilizare la grila frontală, iar din 2005 sigla Daewoo a fost înlocuită cu cea de Chevrolet.
În Europa acesta a fost fabricat în Polonia în anii 2000 și 2001, iar din 2008 se fabrică în Uzbekistan. Într-o serie mică a fost fabricat și la Craiova, începând cu anul 2002.
A fost oferit în trei versiuni de echipare: SE (versiunea de bază), SX (versiunea intermediară) și cea mai înaltă CDX. Versiunea de bază includea: ABS, alarmă, airbaguri frontale, oglinzi electrice, închidere centralizată, servodirecție și geamuri față electrice. Versiunea intermediară SX includea proiectoare de ceață, suport lombar, geamuri posterioare electrice, în timp ce versiunea cea mai bogată CDX dispunea de climatizare automată, jante din aliaj de 15" sau trapă. De asemenea, versiunea CDX era oferită doar cu motorul de 2,0 litri. Scaunul pasagerului din față este rotativ, iar portbagajul are o capacitate de 455 de litri ce poate fi extinsă la 1425 de litri prin rabatarea banchetelor din spate. Tacuma a fost oferită cu 5 locuri, iar în Coreea de Sud a existat și o variantă pentru 7 pasageri.
În România, versiunea fabricată la Craiova a fost comercializată sub numele de Daewoo Tacuma. Denumirea provine de la o expresie africană care înseamnă "un stil de viață plin de bucurie". A fost oferită doar în versiunea CDX cu un motor DOHC de 2 litri, de normă Euro 3, cu injecție multipunct, ce dezvoltă 121 de cai putere și are un cuplu maxim de 176 Nm.
Modelul este fabricat în continuare și în prezent, în Uzbekistan și Vietnam, începând din anul 2008.

## Motorizări
Variantele de motorizare:
| Model        | Capacitate | Putere maximă  | Cuplu maxim | Număr cilindri | 0–100 km/h | Viteză maximă | Consum mediu |
| ------------ | ---------- | -------------- | ----------- | -------------- | ---------- | ------------- | ------------ |
| 1,6 DOHC 16V | 1598 cmc   | 103 CP (76 kW) | 142 Nm      | 4 în linie     | 11,8 s     | 167 km/h      | 8,3 l/100 km |
| 1,8 SOHC 8V  | 1761 cmc   | 97 CP (72 kW)  | 148 Nm      | 4 în linie     | 12,9 s     | 169 km/h      | 9,1 l/100 km |
| 2,0 DOHC 16V | 1998 cmc   | 119 CP (89 kW) | 176 Nm      | 4 în linie     | 10,8 s     | 180 km/h      | 9,0 l/100 km |

## Galerie foto

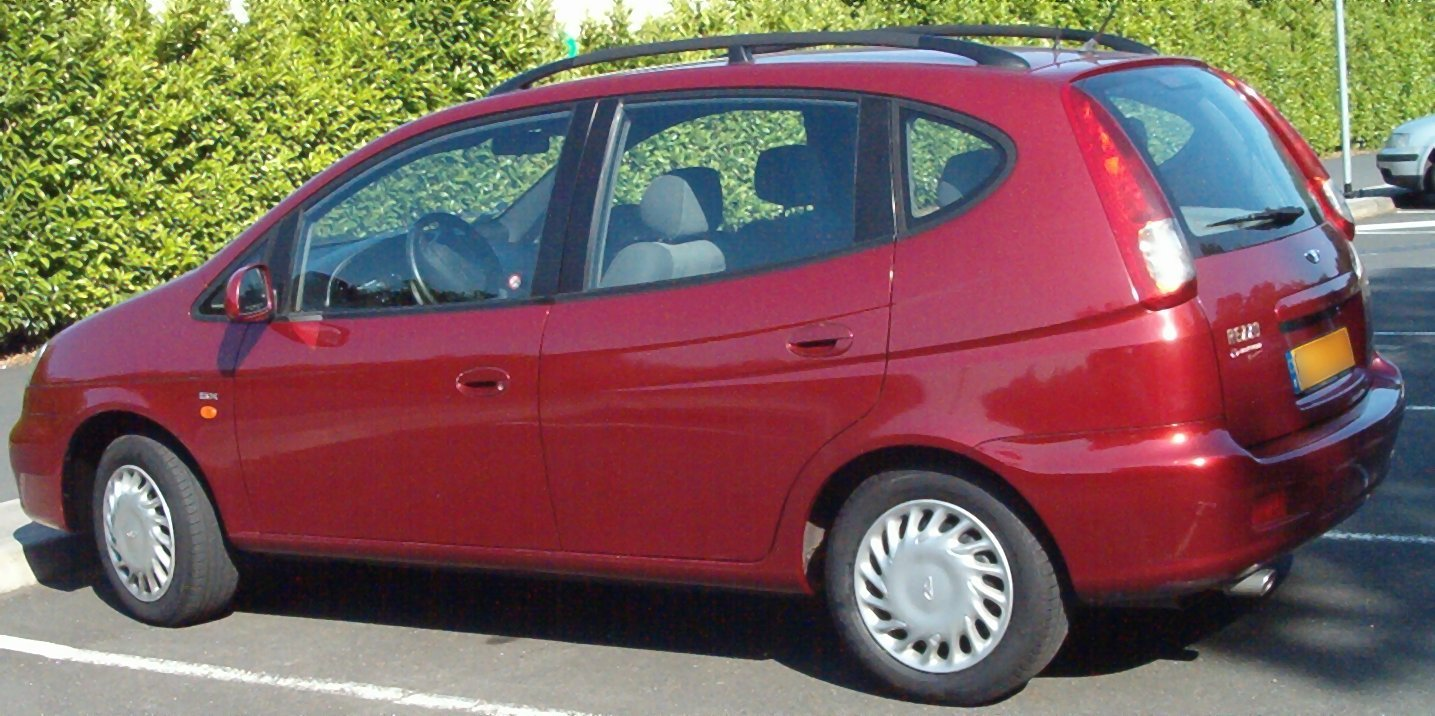
Daewoo Rezzo
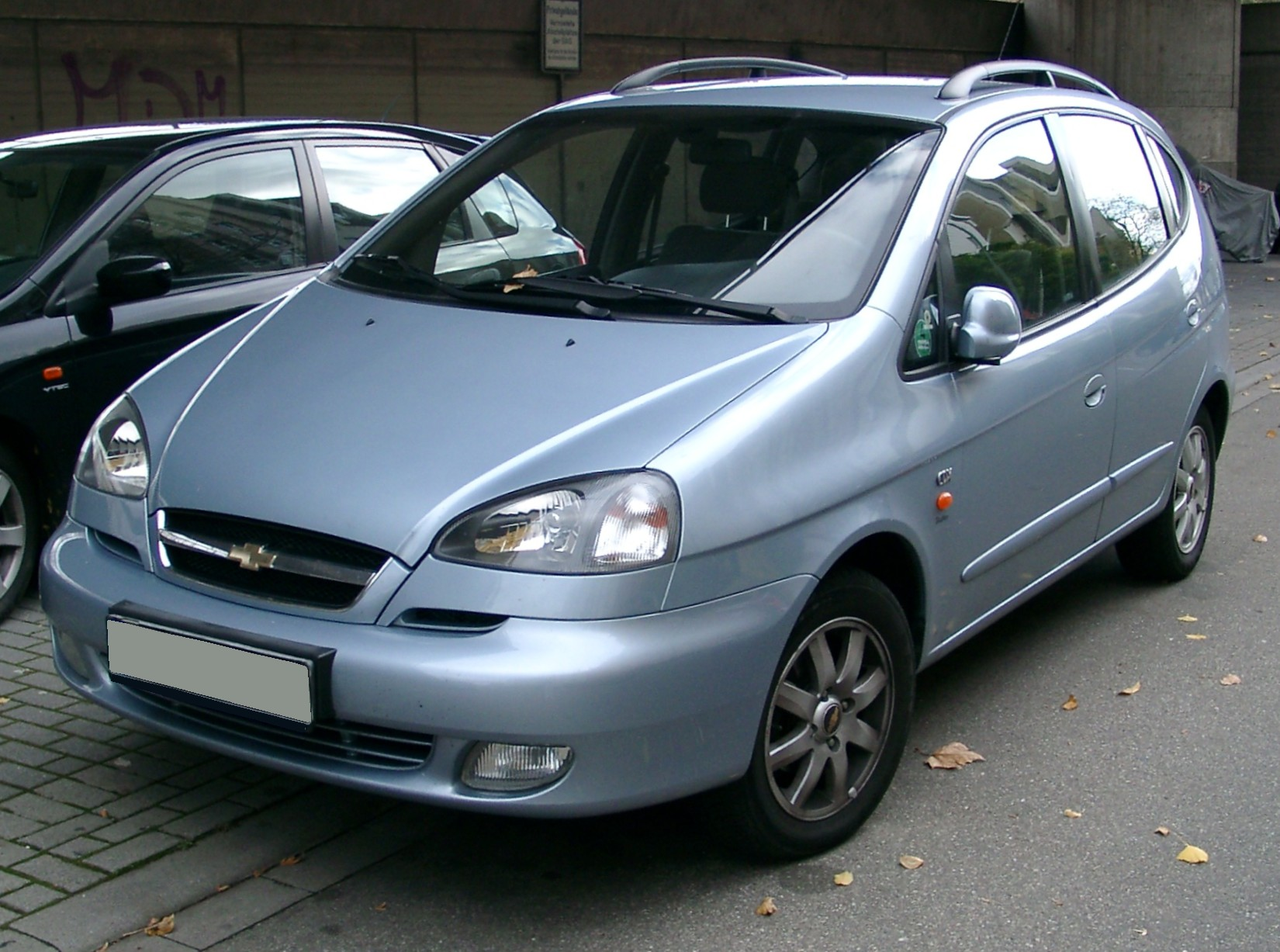
Chevrolet Rezzo
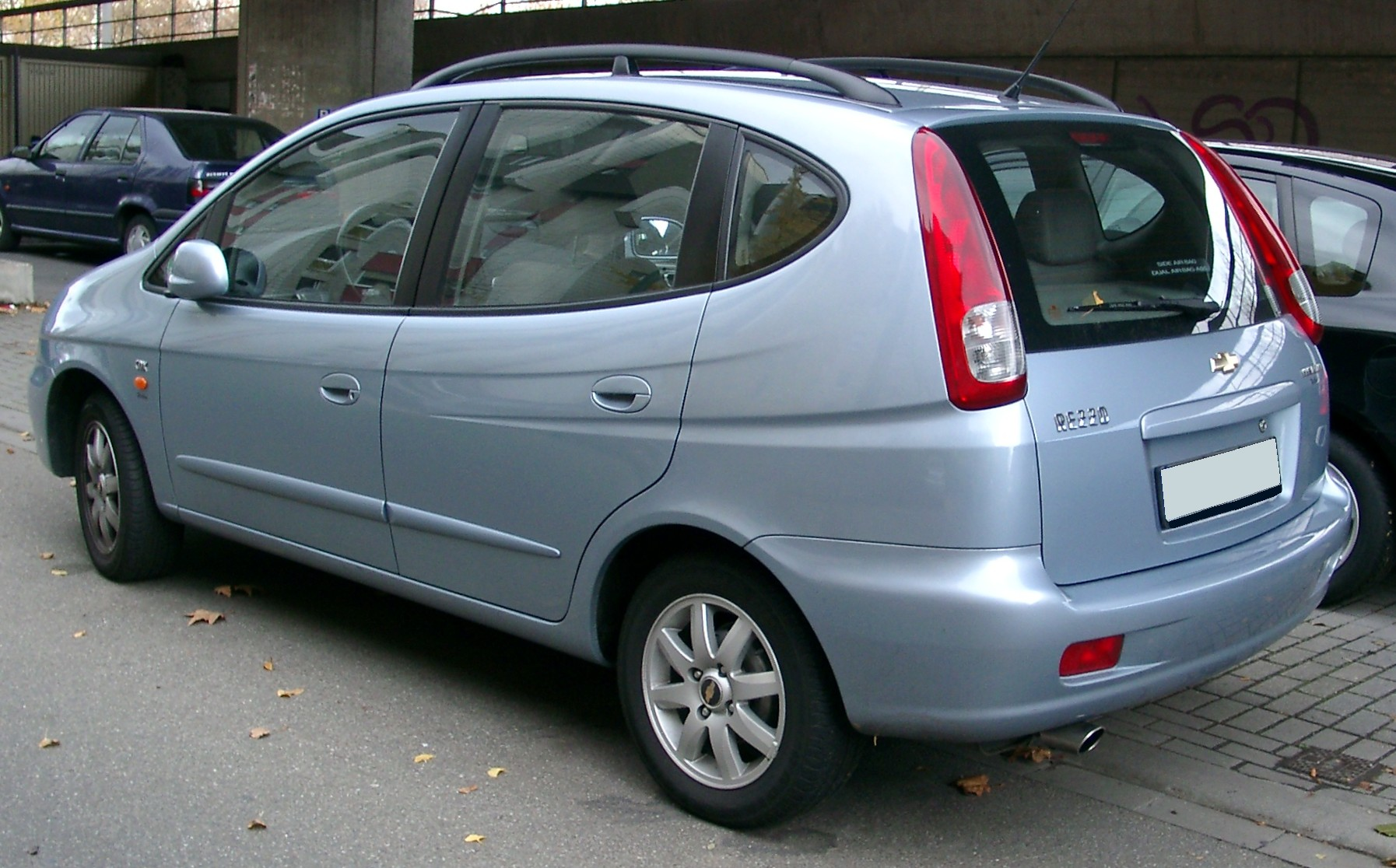
Chevrolet Rezzo